# Куин, Джулия
Джулия Куин (англ. Julia Quinn; родилась 12 января 1970, Вашингтон, Федеральный округ Колумбия, США) — американская писательница, работающая в жанре любовного романа. Её настоящее имя — Джулия Поттинджер (в девичестве Котлер). Романы Куин переведены на 41 язык<, они 19 раз появлялись в списке бестселлеров New York Times. Серия книг об аристократической семье Бриджертонов стала литературной основой популярного сериала Netflix «Бриджертоны».

## Биография
Джулия Котлер родилась в 1970 году в Вашингтоне в еврейской семье и стала одной из четырёх дочерей. Она росла сначала в Новой Англии, после развода родителей — в Калифорнии. С ранних лет Джулия пристрастилась к чтению. В 12 лет она начала писать свой первый роман, через три года закончила его и отправила в издательство, но рукопись была отклонена. Джулия окончила Гарвард по специальности «История искусств». На последнем курсе колледжа она поняла, что не знает, чем хочет заниматься со своей степенью, и решила учиться на врача, но перед этим сделала перерыв в своём образовании на два года, чтобы написать ещё два романа — «Великолепная» и «Танцы в полночь».
Поступив в медицинский университет, Куин узнала, что её романы приняты к публикации. Вскоре после этого она решила сосредоточиться на писательстве. Куин пишет романы о любви, действие которых часто происходит в другие эпохи; при этом главные героини — как правило, сильные и решительные женщины, действующие в духе феминистской идеологии, даже если это анахронизм. 
Романы Куин пользуются большой популярностью. Они переведены на 41 язык, 19 из них попадали в список бестселлеров New York Times, а один, «Мистер Кавендиш, я полагаю», некоторое время занимал первое место. Серия книг об аристократической семье Бриджертонов стала литературной основой популярного сериала Netflix «Бриджертоны». Куин получила ряд литературных премий, её имя появилось в зале славы RWA. Роман «Сэру Филлиппу, с любовью» был признан одним из шести лучших романов года.
Куин живёт в Сиэтле с мужем и двумя детьми.

## Романы
Перу Джулии Куин принадлежат более 30 романов.
- Великолепно (1995)
- Танцы в полночь (1995)
- Шалунья (1996)
- Повесть о двух сестрах

Сестры Линдон
- Все и луна (1997)
- Ярче Солнца (1997)

Агенты короны
- Поймать наследницу (1998)
- Как выйти замуж за маркиза (1999)

Бриджертоны
- Герцог и я (2000)
- Виконт, который любил меня (2000)
- Предложение от джентльмена (2001)
- Роман с мистером Бриджертоном (2002)
- Сэру Филиппу, с любовью (2003)
- Когда он был злым (2004)
- Всё в его поцелуе (2005)
- На пути к свадьбе (2006)
- Бриджертоны: Долго и счастливо (2013)

Два герцога Уиндхэма
- Потерянный герцог Уиндхэм (2008)
- Мистер Кавендиш, я полагаю (2008)

Сериал "Бевелсток
- Секретные дневники мисс Миранды Чивер (2007)
- Что происходит в Лондоне (2009)
- Десять вещей, которые я люблю в тебе (2010)

Квартет Смайт-Смита
- Совсем как на небесах (2011)
- Ночь, подобная этой (2012)
- Сумма всех поцелуев (2013)
- Тайны сэра Ричарда Кенуорти (2015)

Роксби
- Из-за мисс Бриджертон (2016)
- Девушка с воображаемым мужем (2017)
- Другая мисс Бриджертон (2018)
- Сначала начинается скандал (2020)

Другие
- Остроумие и мудрость Бриджертона (2021)
- Мисс Баттеруорт и Безумный барон, графический роман (иллюстрированный Вайолет Чарльз) (2022)

## Признание
- 1997 — Роман «Все и луна» был номинирован на премию «Лучший исторический фильм о регентстве» по версии журнала Romantic Times
- 2001 — Финалистка премии «РИТА» писателей-романтиков Америки.
- 2002 — «Роман с мистером Бриджертоном» признан одной из десяти лучших книг года по версии членов RWA, финалистом премии RWA RITA Awards в номинации «Длинная история».
- 2002 — Роман «Сэру Филиппу, с любовью» назван одним из шести лучших массовых оригинальных романов года по версии Publishers Weekly.
- 2007 — Премия писателей-романтиков Америки RITA Award за лучший исторический роман («По дороге на свадьбу»).
- 2008 — Премия писателей-романтиков Америки RITA Award за лучший исторический роман («Секретные дневники мисс Миранды Чивер»).
- 2010 — Премия Romance Writers of America RITA Award за лучший исторический роман («Что происходит в Лондоне»).
- 2010 — Имя Куин появилось в Зале славы писателей-романтиков Америки.